# Österfärnebo distrikt
Österfärnebo distrikt är ett distrikt i Sandvikens kommun och Gävleborgs län. Distriktet ligger omkring Österfärnebo i södra Gästrikland. 

## Tidigare administrativ tillhörighet
Distriktet inrättades 2016 och utgörs av Österfärnebo socken i Sandvikens kommun.
Området motsvarar den omfattning Österfärnebo församling hade 1999/2000.

## Tätorter och småorter
I Österfärnebo distrikt finns en tätort och tre småorter.

### Tätorter
- Österfärnebo

### Småorter
- Gysinge (norra delen)
- Gysinge (södra delen)
- Österbor och Österänge